# Антуан Довернь
Антуан Довернь (фр. Antoine Dauvergne; 3 жовтня 1713, Мулен, Бурбонне — 11 лютого 1797, Ліон) — французький композитор і скрипаль. Довернь іноді пишеться як д'Овернь (фр. D'Auvergne), тобто «з Оверні».

## Біографія
Антуан Довернь народився в сім'ї скрипаля в місті Мулен, столиці провінції Бурбонне, нині департамент Альє. У 1730 році переїхав до Клермон-Ферран, а близько 1739 року перебрався до Парижа.
Переїхавши до столиці, Антуан став скрипалем королівського двору в Версалі. 11 грудня 1739 року він отримав свій перший привілей, який дозволяв йому редагувати інструментальну музику. У 1744 році він приєднався до оркестру Королівської академії музики як скрипаль. У 1751 році Довернь став диригентом оркестру Королівської академії музики. У червні 1755 він за 6000 ліврів купив посаду композитора королівського двору, змінивши Франсуа Ребеля.
2 жовтня 1761 року Довернь був разом з Габріелем Каппераном і Ніколя-Рене Жоліве призначений директором концертної організації «Духовний концерт» (фр. Concert Spirituel). 25 грудня 1764 року Антуан стає «сюрінтендантом королівської музики». У 1766 році він спробував стати директором Королівської академії музики спільно з касиром опери Ніколя-Рене Жоліве, але програв боротьбу П'єру-Монтану Бертону і Жану-Клоду Тріалю. Через три роки Довернь домігся свого, та став співдиректором Опери.
1 квітня 1768 року Доверню призначають пенсію Королівської академії музики в розмірі 1000 ліврів як автору музики. У тому ж році він також отримав премію в розмірі 600 ліврів. 23 жовтня 1769 року Антуану призначають щорічну пенсію в розмірі 1200 ліврів як нагороду за його службу при дворі.
У липні 1771 року Довернь знову стає директором «Духовного концерту», на цей раз спільно з Бертоном; займає цю посаду до березня 1773 року. 21 березня 1776 він призначений майстром музики Будинку короля. 18 квітня того ж року Антуан залишає керівництво Королівської академії музики. У травні 1780 року Довернь став генеральним директором Королівської академії музики і займав цей пост до свого відходу на Великдень 1782 року. 1 квітня 1785 року його було втретє обрано главою Королівської академії музики; остаточно покинув цю посаду 6 квітня 1790 року.
У 1786 році Довернь отримує визнання, ставши кавалером ордена Святого Михайла.
Найвідоміші роботи Доверня — це комічні опери «Міняли» і «Обманута кокетка», які справили великий вплив на розвиток французької опери комік. Крім опер і опер-балетів, він написав ряд інших робіт, в тому числі скрипкові сонати (1739), тріо-сонати, мотети та симфонічні концерти (фр. Concerts de Simphonies; 1751) в чотирьох частинах. Найвідомішим учнем Довеня був клавесиніст і композитор Сімон Сімон.
Довернь був двічі одружений. Вперше одружився 24 травня 1739 року на Марі де Фільс (фр. Marie de Filtz). Овдовівши, в 1770 році одружився вдруге, на Клемансо Розет, яка померла в червні 1787 року.
У 1793 році Антуан Довернь покинув Париж, переїхавши в Ліон, де і помер через 4 роки у віці 83 років.

## Список робіт

### Опери та балети
- 1752 — Les amours de Tempé (героїчний балет, Париж)
- 1753 — «Міняли») (фр. Les troqueurs; опера-комік (інтермедія з балетом), Париж)
- 1753 — «Обманута кокетка»(фр. coquette trompée; лірична комедія, Фонтенбло)
- 1753 — «Сивіла» (фр. La sibylle; балет, Фонтенбло)
- 1758 — «Еней і Лавінія» (фр. Énée et Lavinie; лірична трагедія, Париж)
- 1758 — «Свята Евтерпа» (фр. Les fêtes d'Euterpe; опера-балет, Париж)
- 1760 — «Сприятливий суперник» (фр. Le rival favorable; додаткове Ентре «Свят Евтерпа», Париж)
- 1760 — Canente (трагедія, Париж)
- 1671 — «Геркулес, який помирає»(фр. Hercule mourant; лірична трагедія, Париж)
- 1762 — «Алфей і Аретуза» (фр. Alphée et Aréthuse; балет, Париж)
- 1763 — «Поліксена» (фр. Polixène; лірична трагедія, Париж)
- 1765 — Le triomphe de flore, ou Le retour de printemps (героїчний балет, Фонтенбло)
- 1768 — «Венеційка» (фр. La vénitienne; комедійний балет, Париж)
- 1770 — «Зачарована вежа» (фр. La tour enchantée; балет фігур, Париж)
- 1771 — Le prix de la valeur (героїчний балет, Париж)
- 1780 — «Сицилієць, або Любов художника» (фр. La sicilien, ou L'amour peintre; комедійний балет, Версаль)
- «Смерть Орфея» (фр. La mort d'Orphée; трагедія, не поставлена)
- «Семіраміда» (фр. Sémiramis; трагедія, не поставлена)